# Andrej Gennagyjevics Karlov
Andrej Gennagyjevics Karlov (oroszul: Андре́й Генна́дьевич Ка́рлов, Moszkva, 1954. február 4. – Ankara, 2016. december 19.) orosz diplomata, 2013-tól 2016-ban bekövetkezett meggyilkolásáig Oroszország törökországi nagykövete.

## Életrajza
2001 és 2006 között Oroszország észak-koreai nagykövete. 2013-tól 2016. december 19-ei meggyilkolásáig Oroszország törökországi nagykövete volt. A merényletet Mevlüt Mert Altıntaş követte el az Oroszország török szemmel – Kalinyingrádtól Kamcsatkáig fényképkiállítás megnyitóján.